# Droga wojewódzka 177
Die Droga wojewódzka 177 (DW 177) ist eine Woiwodschaftsstraße in Polen, die die Stadt Czaplinek und die Stadt Wieleń verbindet. Die Gesamtlänge beträgt 83 Kilometer.
Die Straße führt durch zwei Woiwodschaften: Westpommern, Großpolen und deren drei Kreise: Drawsko Pomorskie, Wałcz, Czarnków.

## Streckenverlauf
Woiwodschaft Westpommern
- Powiat Drawski (Kreis Dramburg):

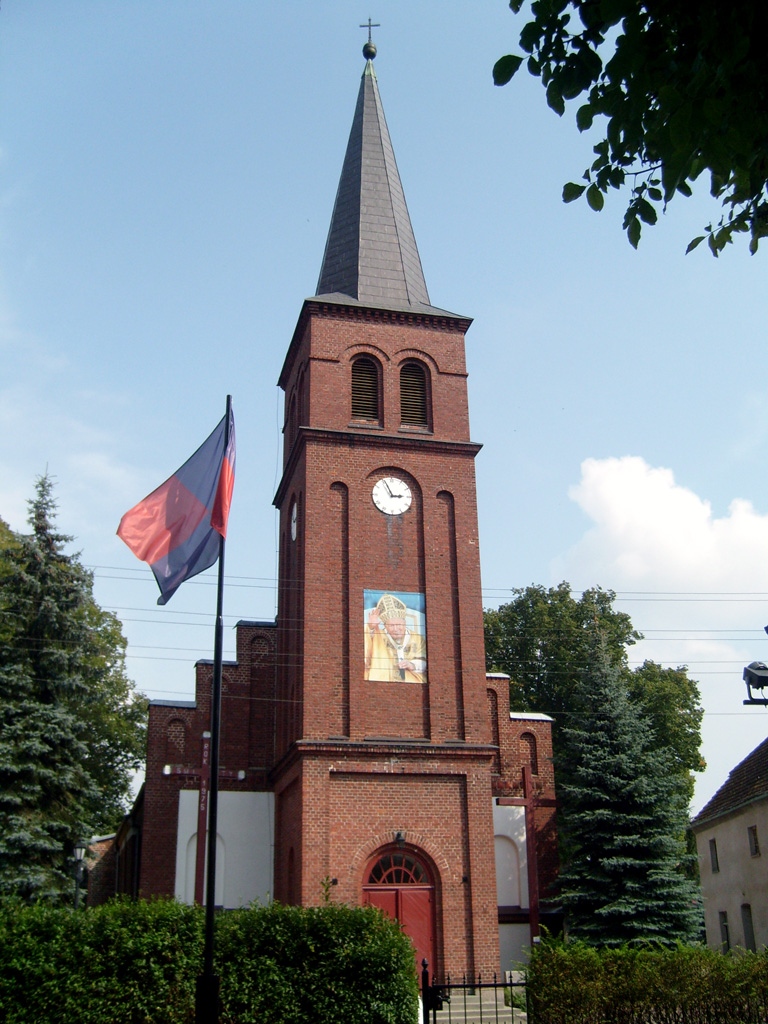
Die Kirche in Mirosławiec (Märkisch Friedland)

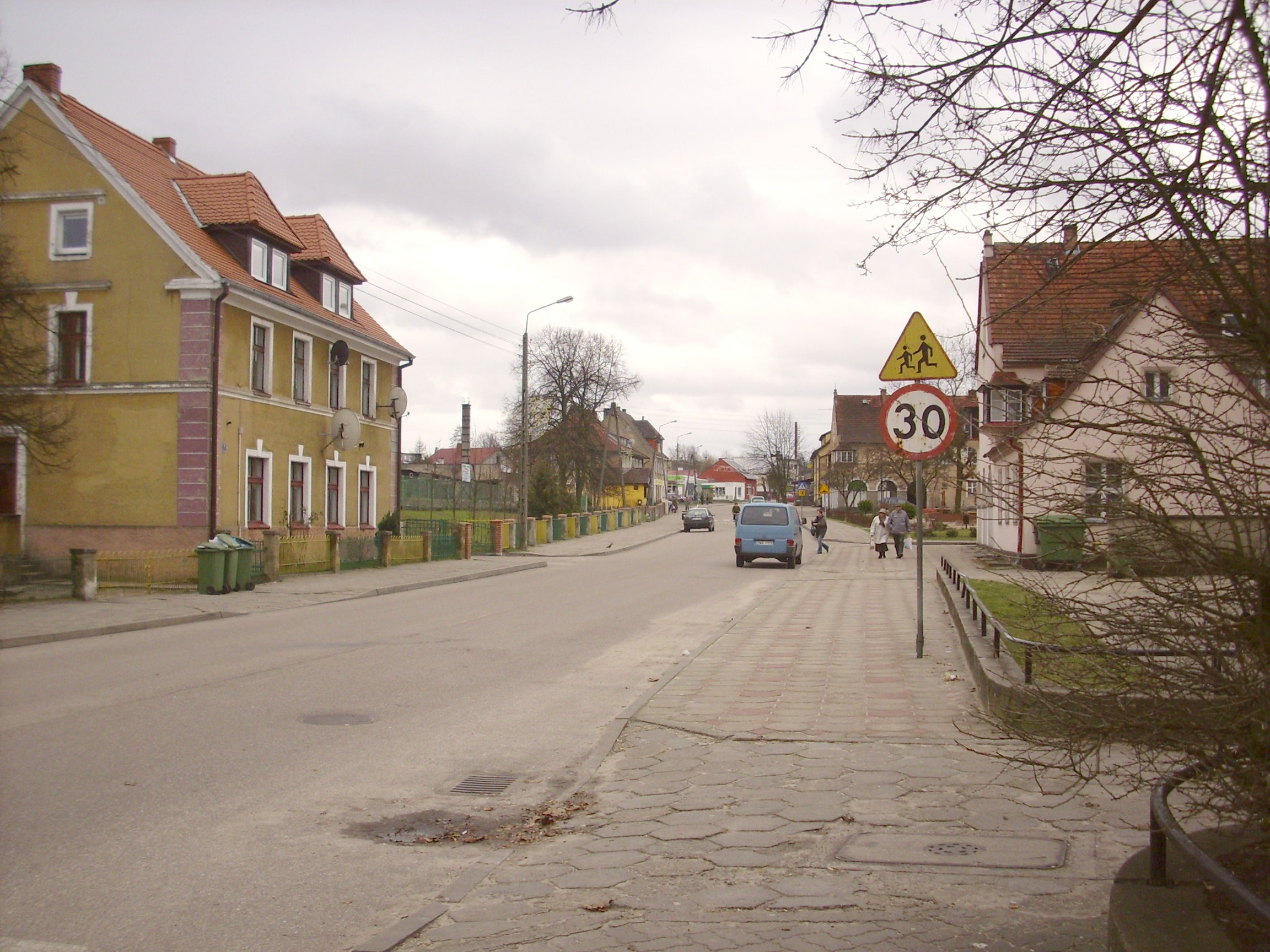
Straßenansicht in Człopa (Schloppe)

  - Czaplinek (Tempelburg) (→ DK 20 (ehemalige Reichsstraße 158): Stargard (Stargard in Pommern) ↔ Szczecinek (Neustettin) – Miastko (Rummelsburg) – Gdynia (Gdingen), und DW 163 (ehemalige Reichsstraße 124): Kołobrzeg (Kolberg) – Koszalin (Köslin) ↔ Wałcz (Deutsch krone))

- X Staatsbahn (PKP)-Linie 210 Chojnice (Konitz) – Runowo Pomorskie (Ruhnow) X
- X ehemalige PKP-Kleinbahnlinie 412 Wałcz (Deutsch Krone)–Wierzchowo (Virchow) :*X
  - Sośnica (Herzberg)

- Powiat Wałecki (Kreis Deutsch Krone):
  - Mirosławiec (Märkisch Friedland) (→ DK 10 (ehemalige Reichsstraße 104): Lubieszyn (Neu Linken)/Deutschland – Stettin - ↔ Piła (Schneidemühl) – Płońsk (Plöhnen))
  - Hanki (Henkendorf)
  - Bronikowo (Brunk)
  - Marcinkowice (Marzdorf)
  - Lubiesz (Lubsdorf)

- X PKP-Linie 403 Piła (Schneidemühl) – Ulikowo (Wulkow) X
  - Tuczno (Tütz)

- X ehemalige Kleinbahnstrecke Krzyż Wiekolpolski–Człopa–Wałcz X
  - Człopa (Schloppe) (→ DK 22 (ehemalige Reichsstraße 1): Kostrzyn nad Odrą (Küstrin) – Gorzów Wielkopolski (Landsberg a.d. Warthe) – Tczew (Dirschau) – Elbląg (Elbing) – Grzechotki/Russland)
  - Trzebin (Trebbin)
  - Pieczyska (Bevisthal)

Woiwodschaft Großpolen
- Powiat Czarnkowsko-Trzcianecki (Kreis Czarnikau-Schönlanke):
  - Dzierżążno Wielkie (Groß Drensen) (→ DW 180: Piła (Schneidemühl) – Trzcianka (Schönlanke) – Kocień Wielkie (Groß Kotten))

- X PKP-Linie 203: Kostrzyn nad Odrą (Küstrin) – Tczew (Dirschau) X
  - Wieleń (Filehne) (→ DW 123: Wieleń – Przesieki (Wiesental), DW 135: Wieleń – Miały (Miala) – Nowe Kwiejce (Neusorge), DW 174: Czarnków (Czarnikau) – Krzyż Wielkopolski (Kreuz (Ostbahn)) – Drezdenko (Driesen), und DW 181: Czarnków – Drawsko (Dratzig) – Drezdenko)

## Quelle
- Zarządzenie Nr 74 Generalnego Dyrektora Dróg Krajowych i Autostrad z dnia 2 grudnia 2008 r.